# Cunha (São Paulo)
Cunha és un municipi a l'est de l'estat de São Paulo, l Brasil. La població que consta al Cens de 2010 va ser de 21 866 habitants, amb una àrea de 1 407,25 km², el que resultava en una densitat demogràfica de 15,54 habitants/km². La població calculada el 1r de juliol del 2019 va ser de 21 547 habitants,. el que resultava en una densitat demogràfica de 15,69 habitants/km². És la major productora de pinyó de l'estat de São Paulo. El municipi de Cunha també concentra la major flota de Volkswagen Escarabat del Brasil. El municipi és format per la seu i pel districte de Campos de Cunha.

## Història
Al voltant de l'any 1000, la regió va ser envaïda per pobles tupís procedents de l'Amazònia, que van expulsar els antics habitants tapuias cap al interior del continent. Al segle xvi, quan els primers europeus van arribar a la regió, ella era ocupada per la tribu tupí dels tamoios.
El 1597, una expedició portuguesa comandada per Martim Correia de Sá va sortir de Rio de Janeiro, va desembarcar en Paraty i va passar per la regió de Cunha a través de la Trilha dels Guaianás pretenent combatre els tamoios, que s'havien aliats amb els francesos contra els portuguesos. Des del final del segle xvii, la regió ja era coneguda com "Boca del Sertão", per ser un punt per on es pujava la serra en direcció a les Minas Gerais. El 1730, viatjants es van fixar en la regió i van fundar un poblat. Al poblat, la família portuguesa Falcão aixecà la capella de la Sagrada Família. Per aquest motiu, el poblat va passar a ser conegut com"parroquia del Falcão". En l'inici del segle xviii, va ser aixecada, entre la parroquia del Falcão i Paraty, a Barreira del Taboão, que era un lloc destinat a controlar el flux d'or procedent de Minas Gerais. El poblat va ser elevat a vila el 3 de setembre del 1785 pel llavors governador de la Capitania de São Paulo, Francisco da Cunha i Meneses, amb el nom de La nostra Senyora de la Concepció de Cunha, en homenatge al polític. El segle xix, les antigues sendes van ser calçadas i ampliades pretenent transportar la gran riquesa de la épocaː el cafè.

### Ceràmica a Cunha
La ceràmica és una activitat de creixent importància en Cunha. Ella existeix des que la regió era ocupada pels indis de l'ètnia dels tamoios.
Cunha és un dels més importants centres de ceràmica artística d'Amèrica Llatina, amb 17 tallers agrupats en la Cunhacerâmica, associació dels ceramistes de Cunha. Els tallers de ceràmica són una de les principals atraccions del turisme cultural de Cunha, rebent incomptables visitants.

## Geografia
El municipi de Cunha està inserit en una àrea d'altiplans (Bocaina, Paraitinga i Paraibuna) i serres (del Mar i Fallida-Cangalha), en la regió fisiogràfica coneguda també com Mar de morros. L'altitud varia molt en tota l'extensió del municipi.

### Demografia
Població total: 21 547
- Homes: 11 147
- Dones: 10 400

Densitat demogràfica (hab./km²): 15,69
Mortalitat infantil fins 1 any (per mil): 14,99
Esperança de vida (anys): 71,69

### Clima

#### Característiques generals
El municipi de Cunha, geomorfologicamente, està inserit dins els altiplans i serres del sud-est, una regió marcada pel clima Clima Oceànic, una de les variables climàtiques dins el Domini Tropical, que determina una condició especial de clima per altituds superiors a la cota de 1.000m. Les temperatures anuals cauen per menys de 18 °C i la pluviositat s'accentua, sobretot en les regions properes al litoral atlàntic, en posició de barlavento. La dinàmica atmosfèrica de la regió és bàsicament controlada per la cèl·lula d'Alta Pressió Subtropical de l'Atlàntic Sud, on es configura a Massa Tropical Marítima, sent, també, afectada ocasionalment per la Massa Tropical Continental, originària de la Baixa Pressió del Chaco/Pantanal, a més dels efectes desestabilitzadors desencadenats pels avanços del Front Polar i oscil·lacions de la Zona de Convergència Intertropical (ZCIT).